# She-Hulk
She-Hulk sau Femeia Hulk este o supereroină care apare în benzile desenate americane publicate de Marvel Comics. Creată de scriitorul Stan Lee și artistul John Buscema, justițiara a debutat în revista The Savage She-Hulk #1 (noiembrie 1979).
Sub numele său real, Jennifer Susan Walters, personajul este o avocată care, în urma unei tentative de omor, primește de urgență o transfuzie de sânge de la vărul ei, Bruce Banner, și dobândește o versiune mai ușoară a condiției biologice a lui Hulk. Totuși, spre deosebire de acesta, Walters are capacitatea să își păstreze personalitatea în timpul transformării, în special inteligența și controlul emoțional. She-Hulk este, în diferite momente din istoria sa, membră a echipelor Avengers, S.H.I.I.E.L.D., Defenders, Fantastic Four, Heroes for Hire și Fantastic Force. Fiind o avocată foarte pricepută, devenită supererou din întâmplare, ea își valorifică frecvent experiența juridică și personală pentru a servi drept consilier juridic altor supereroi și mutanți.
She-Hulk este una dintre cele mai populare supereroine, fiind considerată omologa Marvel a Femeii Fantastice. Alyssa Rosenberg de la The Washington Post a numit-o pe She-Hulk un „supererou feminist”, afirmând: „Încă de la început, She-Hulk a fost recunoscută ca o manifestare a unei dileme feminine care persistă și astăzi. Ea este o expresie a cât de grozav ar fi să nu fii nevoită să te cenzurezi, să ți se permită să fii furioasă fără ca vreun bărbat să te declare nedemnă”. De la introducerea sa inițială în benzi desenate, personajul a fost prezentat în diverse alte produse sub licență Marvel, inclusiv jocuri video, seriale de televiziune animate și produse de merchandise. Walters și-a făcut debutul live-action în Universul Cinematografic Marvel (MCU) cu serialul original Disney+, She-Hulk: Avocata apărării (2022), fiind interpretată de Tatiana Maslany.

## Caracterizare

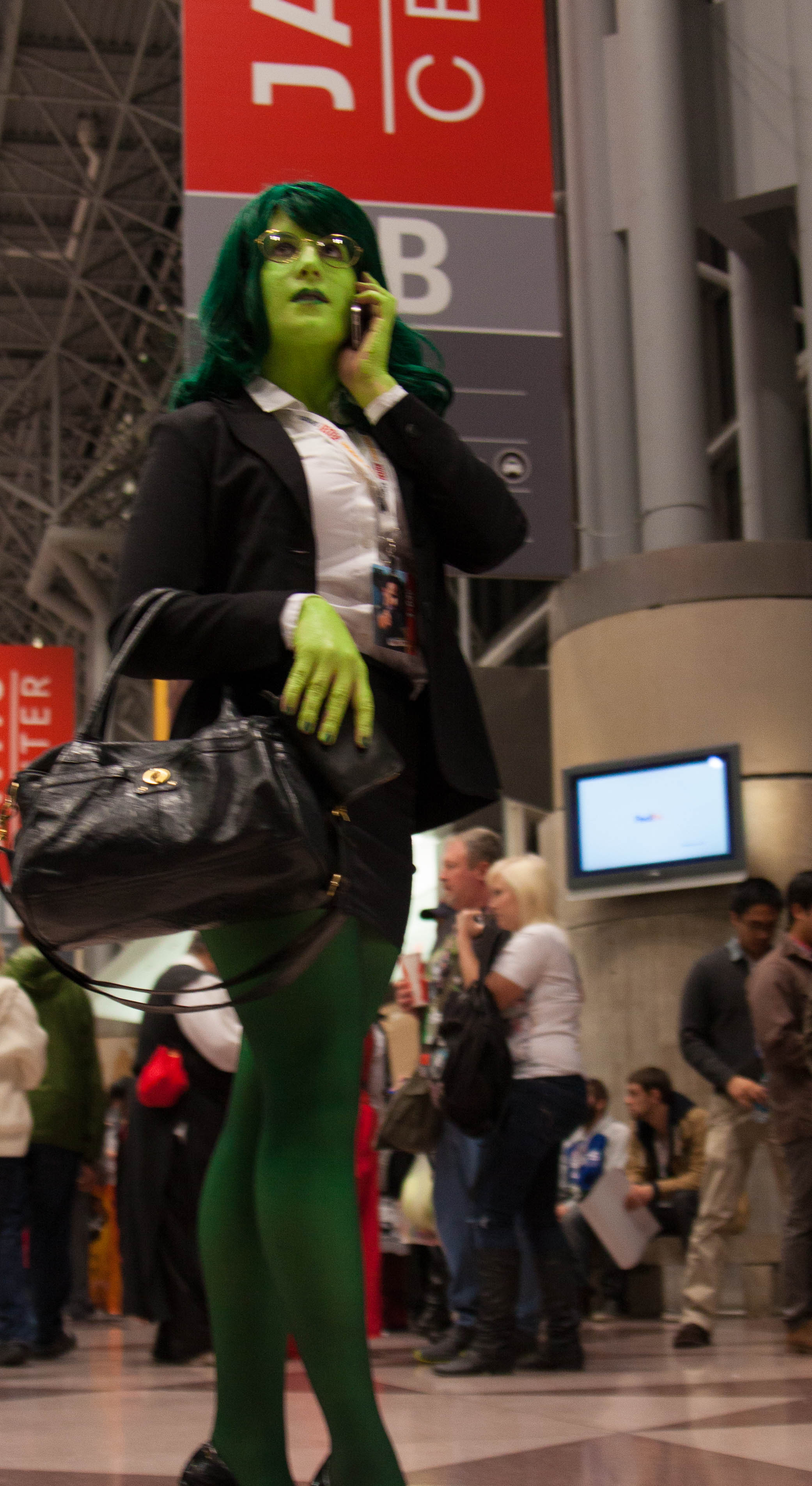
Femeie costumată în avocata She-Hulk

Jennifer Walters, verișoara lui Bruce Banner (Hulk), este fiica măruntă și oarecum timidă a șerifului comitatului Los Angeles, William Morris Walters, și a lui Elaine (născută Banner) Walters (care a murit într-un accident de mașină când Jennifer avea 17 ani). Operatorii lui Nicholas Trask, un șef al infractorilor care se încrucișase cu tatăl ei, au împușcat-o și au rănit-o grav în ziua în care Banner a vizitat-o pentru a-i spune despre transformarea sa în Hulk. Deoarece nu mai erau disponibili alți donatori cu grupa ei de sânge, Banner i-a oferit sângele său pentru o transfuzie; cum aveau deja același ADN, sângele său iradiat cu raze gamma, combinat cu adrenalina provocată de stresul emoțional, a transformat-o pe Jennifer în She-Hulk atunci când mafioții au încercat să o lichideze la spital. Ea și-a folosit apoi noile puteri pentru a-l doborî pe Trask, care a fost ucis când dispozitivul de forare a pământului pe care îl călărea s-a defectat, ducându-l în centrul Pământului.
Ca She-Hulk, Jennifer are puteri similare cu cele ale vărului ei, deși la un nivel mai redus. De asemenea, ea posedă un aspect mai puțin monstruos, prezentându-se ca o amazoană. Inițial, furia declanșa transformarea ei în forma She-Hulk (ca și în cazul lui Bruce Banner). Odată transformată, ea posedă o forță supraomenească enormă, care o face cea mai puternică femeie cunoscută, din punct de vedere fizic, din Universul Marvel, atunci când starea ei emoțională este suficient de stabilă.
Personalitatea personajului s-a schimbat de-a lungul deceniilor: inițial irascibilă și violentă, ea este acum descrisă ca o femeie iubitoare de distracție, extrem de blândă, empatică, plină de energie, care folosește frecvent umorul în timpul luptelor. Ea a declarat că nu vrea să-și ucidă dușmanii, mai ales pe cei pe care i-a supus deja.

## Publicații
She-Hulk a fost creată de Stan Lee, fiind ultimul personaj creat de scriitor pentru Marvel Comics, până la revenirea sa la benzi desenate cu Ravage 2099, în 1992. Motivul din spatele lansării a avut de-a face cu succesul serialelor de televiziune The Incredible Hulk (1977-1982) și The Bionic Woman, ambele de la Universal Television. Marvel se temea că realizatorii serialului ar putea introduce brusc o versiune feminină a lui Hulk, așa cum producătorul Kenneth Johnson făcuse deja în The Six Million Dollar Man. Prin urmare, Marvel a decis să publice propria versiune a unui astfel de personaj pentru a se asigura că, în cazul în care unul similar ar fi apărut în serialul de televiziune, Marvel ar fi deținut drepturile.
Cu excepția primului număr, scris de Stan Lee, toate numerele din The Savage She-Hulk au fost scrise de David Anthony Kraft și desenate de Mike Vosburg. Vosburg a remarcat mai târziu: „Cel mai ciudat lucru la acea carte a fost că Frank desena femei foarte frumoase, eu desenam femei foarte frumoase, și, totuși, She-Hulk nu a fost niciodată excesiv de atractivă”. Seria Savage She-Hulk a durat până în 1982, când s-a încheiat cu numărul 25 (martie 1982). She-Hulk a avut apoi apariții ca invitat în cărțile altor supereroi. Devine membră a Răzbunătorilor în Avengers #221 (iulie 1982). Primele apariții în Avengers au continuat poanta despre problemele ei cu automobilele. She-Hulk a avut și apariții ocazionale ca invitat în The Incredible Hulk. Apariția ei în The Avengers #233 (iulie 1983) a fost desenată de John Byrne, care mai târziu avea să devină puternic asociat cu personajul.
She-Hulk a redobândit o serie solo în 1989, The Sensational She-Hulk (păstrând titlul romanului grafic din 1985). The Sensational She-Hulk a avut o durată de 60 de numere. Numerele #1-8, 31-46 și 48-50 au fost scrise și desenate de Byrne. Poveștile lui Byrne despre She-Hulk au satirizat cărțile de benzi desenate, și au introdus conștientizarea lui She-Hulk că este un personaj de benzi desenate. Două numere au testat limitele Comics Code Authority: #34 face referire la coperta Vanity Fair din 1991, în care actrița Demi Moore apărea goală și însărcinată (în versiunea She-Hulk, ea ține în mână o minge de plajă verde pentru a imita sarcina lui Moore). În numărul 40, She-Hulk este înfățișată sărind coarda (aparent) în pielea goală, cu sânii și zona genitală acoperite de linii neclare.
The Sensational She-Hulk a rulat până la numărul 60 (februarie 1994), devenind astfel cel mai longeviv titlu solo al unei supereroine Marvel de până atunci.